# Fene (község)
Fene egy község Spanyolországban, A Coruña tartományban. Fene Ares, Mugardos, Cabanas, A Capela, San Sadurniño és Neda községekkel határos. Lakosainak száma 12 530 fő (2024).

## Népesség
A település népessége az utóbbi években az alábbiak szerint változott:
| Lakosok száma | 14 690 | 14 485 | 14 346 | 14 165 | 13 902 | 13 498 | 13 250 | 12 944 | 12 832 | 12 530 |
|               | 2001   | 2004   | 2006   | 2009   | 2011   | 2014   | 2016   | 2019   | 2021   | 2024   |